# Guillermo García-López
Guillermo García López (født 4. juni 1983 i La Roda, Spanien) er en spansk tennisspiller, der blev professionel i 2002. Han har, pr. maj 2009, vundet en enkelt ATP-turnering. Det var en turnering i Østrig i 2009, hvor han i finalen besejrede franskmanden Julien Benneteau.